# Ariane Labed
Ariane Labed (Atenas, 8 de maio de 1984) é uma atriz e cineasta grega.

## Carreira
Labed recebeu a Taça Volpi de Melhor Atriz no 67º Festival Internacional de Cinema de Veneza por sua atuação em Attenberg, dirigido por Athina Rachel Tsangari, que foi seu filme de estreia.  Ela estrelou os filmes Alps e The Lobster dirigidos por Yorgos Lanthimos. Em 2018, ela apareceu como Rachel no filme de Helen Edmundson, Maria Madalena. 

## Filmografia

### Filmes
| Ano  | Filme                    | Personagem                       | Notas         |
| ---- | ------------------------ | -------------------------------- | ------------- |
| 2010 | Attenberg                | Marina                           |               |
| 2011 | Alps                     | Gymnast                          |               |
| 2012 | The Capsule              |                                  | Curta         |
| 2013 | Before Midnight          | Anna                             |               |
| 2013 | A Place on Earth         | Elena Morin                      |               |
| 2014 | Magic Men                | Maria                            |               |
| 2014 | Love Island              | Liliane                          |               |
| 2014 | Fidelio: Alice's Odyssey | Alice                            |               |
| 2014 | Intimate Semaphores      | Laurel                           |               |
| 2014 | La diagonale du fils     |                                  | Curta         |
| 2015 | The Forbidden Room       | Alicia Warlock / The Chambermaid |               |
| 2015 | Prejudice                | Caroline                         |               |
| 2015 | The Lobster              | The Maid                         |               |
| 2015 | Despite the Night        | Hélène                           |               |
| 2016 | Seances                  |                                  |               |
| 2016 | The Stopover             | Aurore                           |               |
| 2016 | Assassin's Creed         | Maria                            |               |
| 2018 | Mary Magdalene           | Rachel                           |               |
| 2019 | The Souvenir             | Garance                          |               |
| 2019 | Olla                     |                                  | Como diretora |
| TBA  | The Souvenir Part II     | Garance                          | Pós-produção  |

### Televisão
| Ano  | Título       | Personagem | Canal   | Notas                      |
| ---- | ------------ | ---------- | ------- | -------------------------- |
| 2016 | Black Mirror | Catarina   | Netflix | Episódio: Men Against Fire |
| 2018 | Ad Vitam     |            |         | Episódio #1.6              |
| 2020 | Trigonometry | Ray        | BBC     | Minissérie                 |